# Eva Golinger
Eve Winifred Golinger (Nova York, 19 de febrer de 1973), coneguda com a Eva Golinger, és una advocada, escriptora i investigadora nord-americana nacionalitzada veneçolana per matrimoni i jus sanguinis. En l'actualitat està dedicada a la recerca sobre la qual considera l'ingerència dels Estats Units a Veneçuela i altres països d'Amèrica. Autora de El código Chávez (2005) i Bush vs. Chávez: la guerra de Washington contra Veneçuela, els seus llibres han estat traduïts a l'anglès, francès, alemany i italià.
Nascuda a Nova York, però de família veneçolana, va viure diversos anys a Mèrida (Veneçuela) abans de l'ascensió al poder del president Hugo Chávez.
Actualment viu a Nova York, sent una destacada defensora del projecte polític de Chávez basada en les seves recerques.
El 2009 va guanyar el Premi Internacional de Periodisme del Club de Periodistes de Mèxic A. de C.

## Carrera
Especialitzada en drets humans internacionals i dret d'immigració. Participa en un bufet especialitzat a validar vises per a artistes i persones destacades en les seves respectives carreres. És editora del Correo del Orinoco. Advoca per a l'aplicació del dret internacional als Estats Units. Es va doctorar en jurisprudència (Juris Doctor) per la Facultat de Dret de la Universitat de la Ciutat de Nova York i de la Universitat de Nou Mèxic. Va servir a la Cort de Justícia d'aquest estat i va ser membre de l'Associació de Dones de la Cort de Nova York. És llicenciada en arts per la Universitat Sarah Lawrence, Bronxville (Nova York) i traductora certificada d'espanyol-anglès i anglès-espanyol, a més de defensora certificada per a assistència i serveis a víctimes, Westchester, NY.
Ha rebut la Condecoració Gran Còndor a la seva Primera Classe, el Botó d'Honor de la Infanteria de l'Exèrcit Veneçolà, l'ordre Guaraira Repano a la seva Primera Classe, l'Ordre Sol de Taguanes a la seva Segona classe, dos Premis Nacionals del Llibre, el Premi Nacional de Comunicació Alternativa i Comunitària del Ministeri del Poder Popular per a la Comunicació i Informació i el Premi Municipal del Llibre.
Actualment és investigadora del Centre Internacional Miranda (CIM), co-fundadora i directora general de la Fundació Centro d'Estudis Estratègics (CESSAMENT) a Caracas i presentadora del programa "Darrere de la notícia" en la cadena de televisió RT en espanyol.

## Inclinació pel socialisme
Actualment treballa i viu a Nova York. Ha realitzat contribucions a pàgines web altermundistes o partidaries del Socialisme, com Bastoneja i rebelion.org.

## Llibres
- El Código Chávez: Descifrando la Intervención de Estados Unidos en Venezuela (2005)
- Bush vs. Chávez: la Guerra de Washington contra Venezuela (2006)
- La Telaraña Imperial, Enciclopedia de Injerencia y Subversión (2009)